# Lot (ekonomia)
Lot – standardowa jednostka handlu towarowego np. lot wełny (partia kilkunastu bel wełny pochodzącej od jednej rasy owiec, jednakowej jakości i o tym samym przeznaczeniu przemysłowym). Ilość mniejsza lub większa od standardowej jednostki jest określana jako nierówny, lub nietypowy lot.